# Почётное гражданство

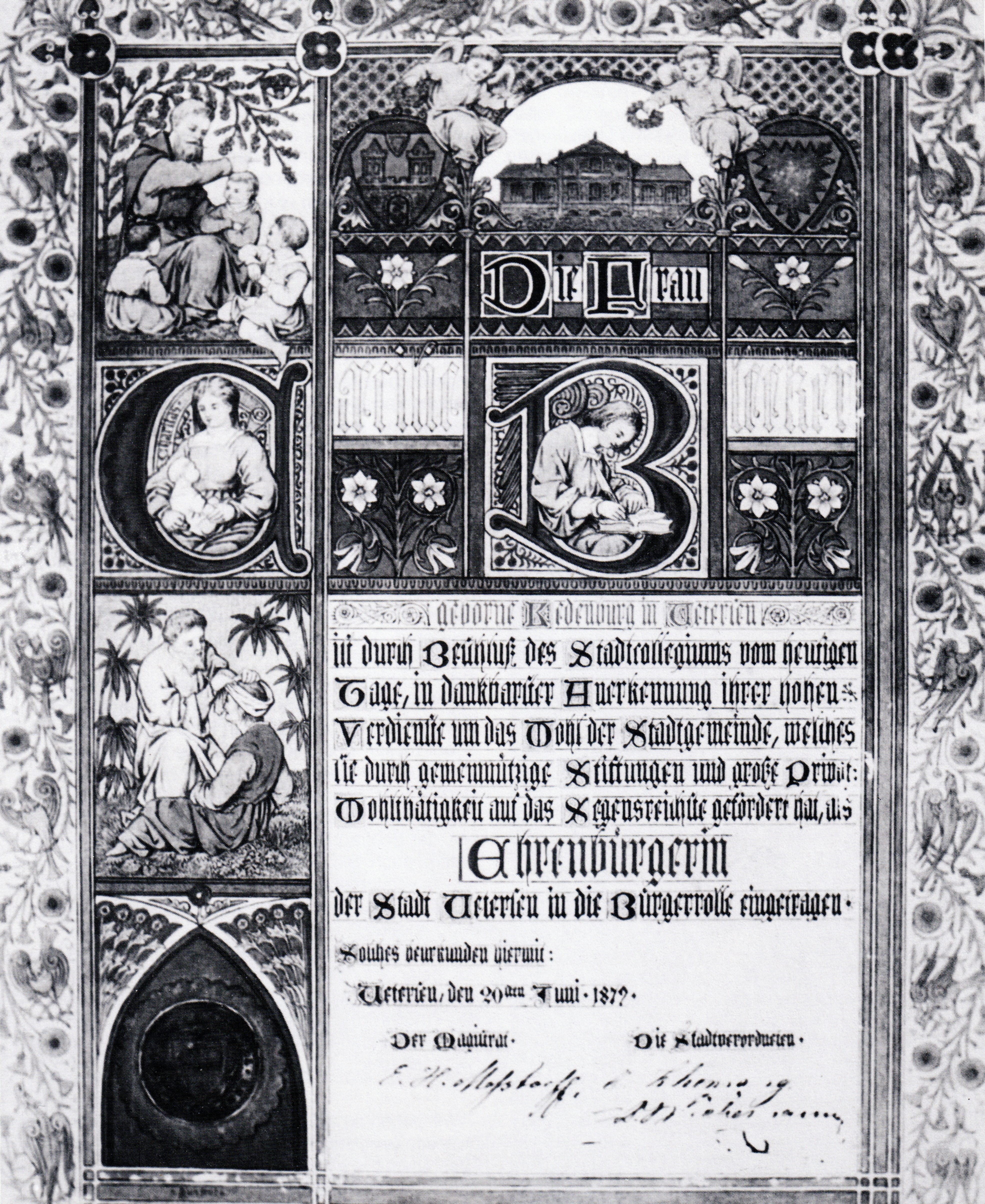
Сертификат почётного гражданина города Итерзен (1798)

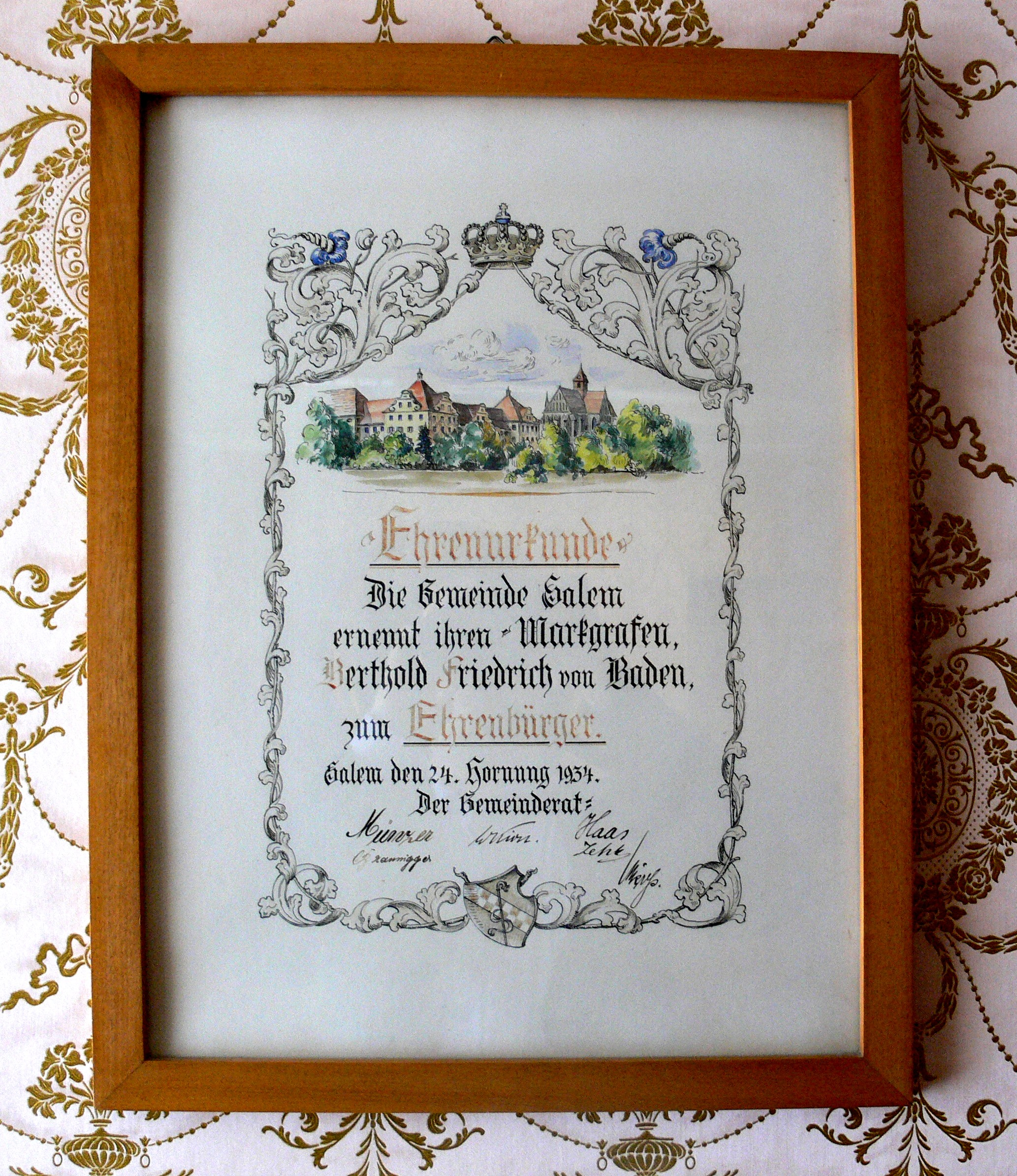
Сертификат почётного гражданина коммуны Залем, вручённый маркграфу Бертольду Фридриху фон Баден в 1934 году

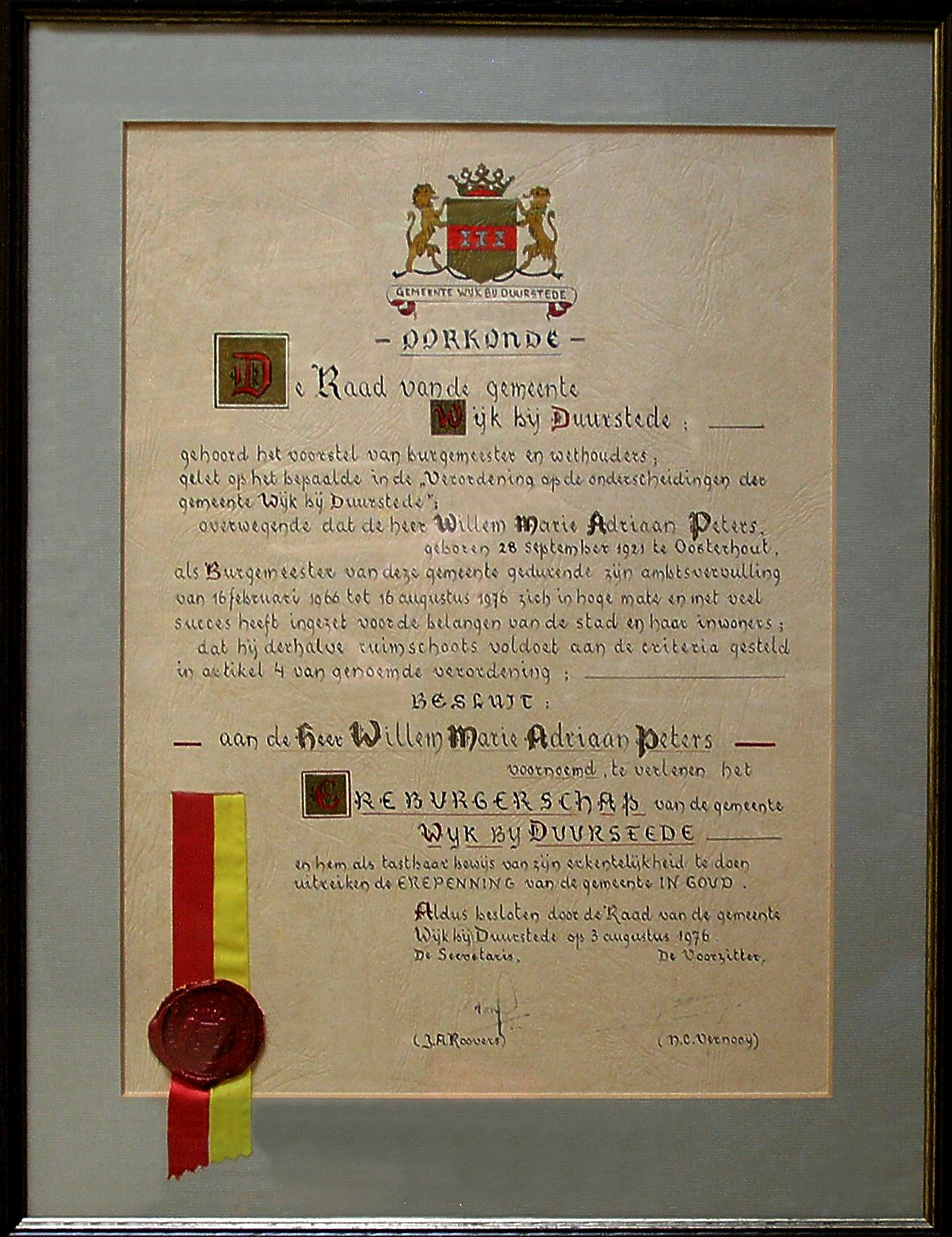
Сертификат почётного гражданина в Нидерландах / провинция Утрехт, 1976 год

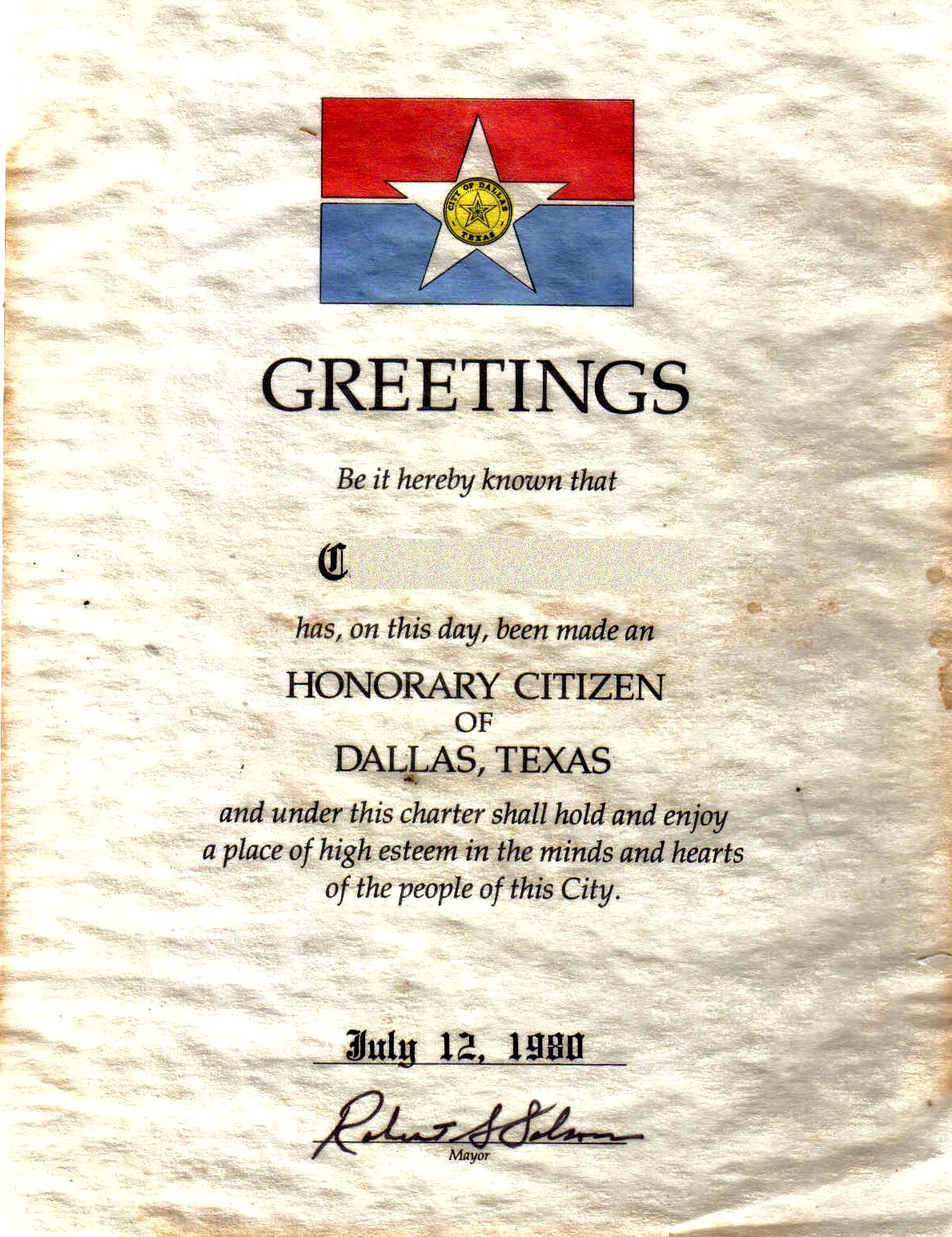
Образец сертификата почётного гражданина Далласа / Техас, 1980 год

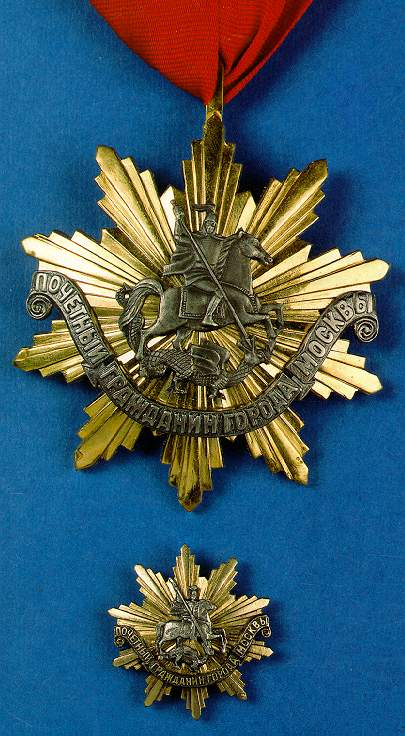
Знак отличия почётного гражданина города Москвы / Россия

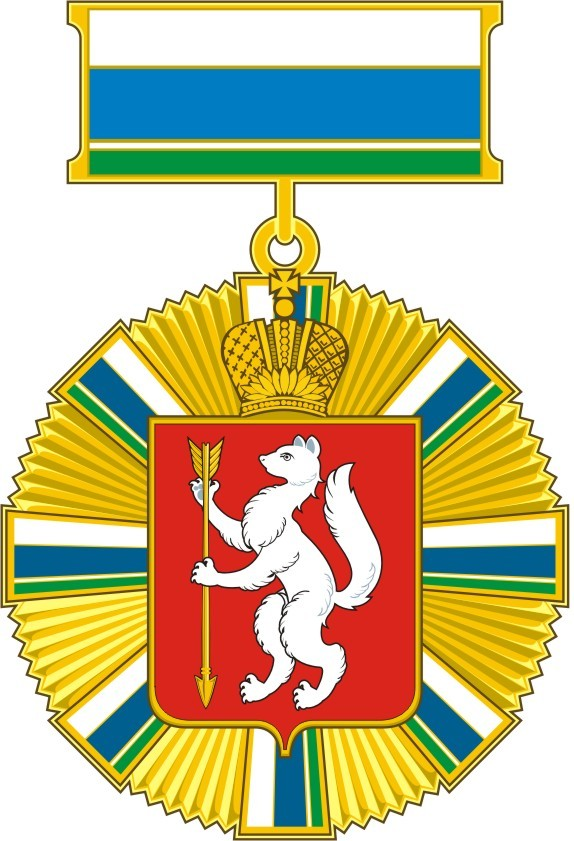
Знак отличия почётного гражданина Свердловской области / Россия

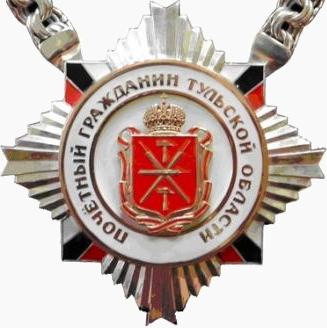
Знак отличия почётного гражданина Тульской области / Россия

Знак отличия почётного гражданина города Бийска / Россия

Почётное гражданство — форма поощрения личности за выдающиеся заслуги в повышении престижа и благосостояния жителей коммуны, города, области, региона, государства.

## Назначение
Эта форма поощрения личности исторически восходит к Великой французской революции с введённым в то время титулом «почётный гражданин» (фр. bourgeois honoraire).
Первыми немецкими городами, которые узаконили аналогичные почести, были: в 1790 году — Саарбрюккен и Ганновер, в 1795 году — Франкфурт-на-Майне и Бремен. В 1798 году первой получившей почётное гражданство Итерзена в земле Шлезвиг-Гольштейн стала Цэцилия Блеекер (нем. Cäcilie Bleeker), основавшая благотоворительный фонд для поддержики многих социальных инициатив города.
Почётное гражданство в Российской империи стало трансформацией сословия именитых граждан, в 1785 году выделенного из среды городских обывателей императрицей Екатериной II. В 1832 году император Николай I, почётный гражданин Берлина, своим манифестом установил сословие почётных граждан Российской империи, которое было упразднено декретом ВЦИК и СНК (РСФСР) от 11 ноября 1917 года «Об уничтожении сословий и гражданских чинов».
Кроме сословного почётного гражданства получила распространение награда «почётный гражданин», которая присваивалась в Российской империи и СССР, и сегодня регулярно присваивается в городах и субъектах РФ.
В разных городах и странах назначение или снятие почётного гражданства осуществляется на основе свода правил, изложенных в официальном уставе одного из государственных учреждений — парламента, сената, думы и т. д. Для принятия решения обычно достаточно квалифицированного большинства, в особо важных случаях может требоваться единогласное решение. Университеты в некоторых странах также имеют право присваивать почётное гражданство.
Как правило, этот знак отличия предоставляется на всю жизнь, хотя некоторые муниципалитеты имеют раздельные ежегодные и исторические списки почётных граждан. Часто почётное гражданство связано с особыми привилегиями, например, с предоставлением льгот на въезд и посещение административных или культурных заведений, принадлежащих коммуне, городу, области, региону, государству. Возможно также и чисто символическое значение данной награды, например, как у почётных граждан Канады.
Нередко почётное звание подчёркивает особое региональное признание личности, жизнь которой тесно связана с данным конкретным местом. Почётная грамота обычно вручается лично, чтобы подчеркнуть важность церемонии не только для награждаемой личности, но и для награждающей организации.

## Разновидности
Всемирно известной личности может быть присвоено звание почётного гражданина как своего, так и зарубежного государства. К примеру, Конгресс США принял в 1963 году решение наградить британского государственного и политического деятеля Уинстона Черчилля титулом почётного гражданина Соединённых Штатов Америки.
Шведский дипломат Рауль Валленберг был удостоен титула почётного гражданина даже трёх государств — США в 1981 году, Канады в 1985 году, Израиля в 1986 году.
Первый в мире космонавт Юрий Гагарин избирался почётным гражданином многих городов разных государств — СССР, Болгарии, Греции, Кипра, Франции, Чехословакии.
Первая женщина космонавт Валентина Терешкова также имеет почётное гражданство многих городов разных стран мира: России, Белоруссии, Армении, Франции, Великобритании, Италии, Монголии, Болгарии, Словакии.
Церемонии награждения могут дополняться вручением орденов, нагрудных значков, медалей, почётных перстней или булавок за многолетние заслуги перед конкретным сообществом. Торжественные церемонии традиционно проводятся в одном из представительных городских ведомств.
Мать Тереза, причисленная католической церковью к лику блаженных, получила в 1990 году присваиваемый Городской Ассамблеей столицы Хорватии титул почётного гражданина Загреба.
В США почётное гражданство может присуждаться за спонсорские вклады. К примеру, в Техасе достаточно пожертвовать на нужды штата 500 долларов США для получения почётного гражданства.
Университеты в Германии имеют право на основе идущей из средневековья традиции также присуждать титул почётного гражданина. Например, священник Карл Леманн получил такой титул от Майнцского университета Иоганна Гутенберга.
Немецкий город Дельменхорст, где в 1980 году родилась певица и автор песен Сара Коннор, изобрёл для неё в 2003 году символический титул «почётного посла» своего города.

## Посмертное присуждение

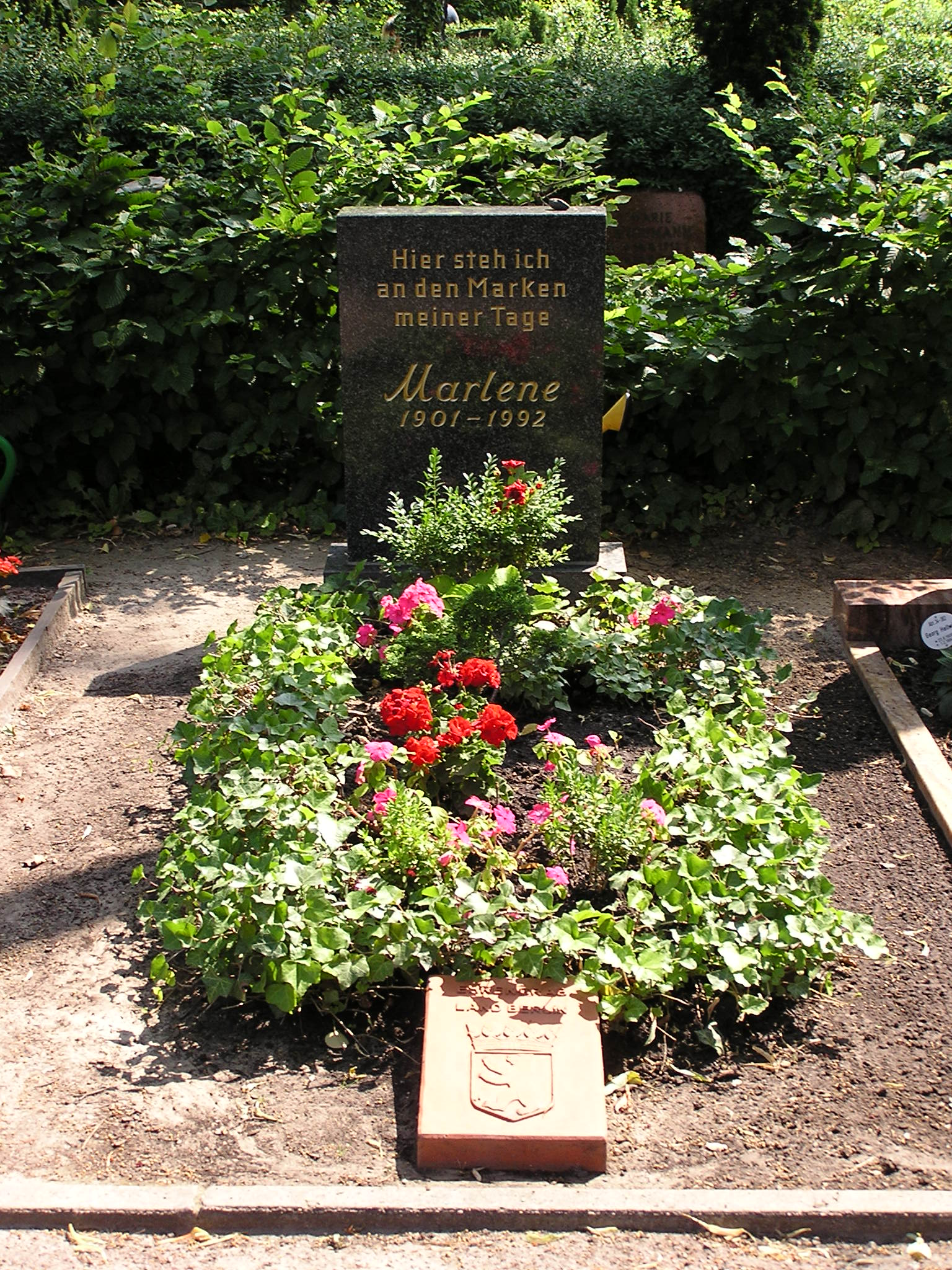
Знак отличия почётного гражданина Берлина на могиле Марлен Дитрих

Почётное гражданство может присуждаться известным личностям посмертно. Так Восточный Берлин в 1970 году этим знаком отличия отметил берлинских художников Генриха Цилле (годы жизни 1858—1929) и Отто Нагеля (годы жизни 1894—1967).
В 1975 году вручением титула почётного гражданина была отмечена память о первом коменданте послевоенного Берлина генерал-полковнике Николае Берзарине (годы жизни 1904—1945).
Воссоединённый Берлин в 2002 году отметил титулом почётного гражданства известную актрису Марлен Дитрих, скончавшуюся в 1992 году.
В 2010 году звание почётного гражданина Свердловской области было посмертно присвоено первому Президенту Российской Федерации Борису Николаевичу Ельцину.
Присуждение такого знака отличия обычно сопровождается торжественной церемонией у мемориальной могилы.

## Отмена
В Германии оспаривется и отменяется почётное гражданство, полученное при нацистском диктаторском режиме. Гитлер, в частности, был почётным гражданином порядка 4000 городов. Для военных преступников отмена происходит в соответствии с нормативными актами, принятыми 12-го октября 1946 года Контрольным советом и предполагающими наличие судебного приговора. При отсутствии такого приговора немецкие города после войны отменяли символически этот знак отличия умершим властителям.
В 1948 году Сенат Берлина официально аннулировал почётное гражданство Гитлера, Геринга, Геббельса и Фрика. Дальнейшие публичные отмены этой почести для Гитлера последовали в Дюссельдорфе (2000), Ашерслебене (2006), Бад-Доберане и Биденкопфе (2007), Клеве (2008), Форсте (2009), в австрийском городе Амштеттен (2011).
При этом одни подчёркивают важность именно публичного дистанцирования, в то время как некоторые коммуны считают, что почётное гражданство может присуждаться и отменяться только при жизни людей, например, так ставится вопрос в австрийском городе Вайдхофен-на-Ибсе (2011).
После Объединения Германии новые власти высказались за снятие почётного гражданства с бывших руководителей ГДР. В 1992 году в список почётных граждан Берлина были внесены коррективы, отменяющие эти знаки отличия для Эриха Хонеккера, Вильгельма Пика (посмертно), для многих советских военнослужащих и должностных лиц.